# Overkill & Lunar
Overkill & Lunar is een computerspel dat werd uitgegeven door Mindscape. Het spel kwam in 1993 uit de Commodore Amiga. Op de cd staan twee spellen, namelijk: Overkill - a Defender clone en Lunar-C. Beide spellen zijn van het type shoot 'em up.